# 534-й окремий інженерно-саперний батальйон (Україна)
534-й окремий інженерно-саперний батальйон (534 ОІСБ, в/ч А1927) — підрозділ інженерних військ Збройних сил України, входить до складу 128-ї окремої гірсько-штурмової бригади. Дислокується в місті Виноградів Закарпатської області.

## Історія
У 1991 році після розпаду СРСР під юрисдикцію України перейшов 534-й окремий гвардійський саперний батальйон, дислокований тоді у  м. Виноградів Закарпатської області.
У квітні 2001 року 534-му інженерно-саперному батальйону підпорядкована українська складова Міжнародного інженерного батальйону «Тиса» з місцем дислокації у м.Виноградів.
Взимку 2015 року підрозділи батальйону брали участь у боях під Дебальцевим. Під командуванням капітана Сергія Мелимуки були встановлені мінні загорожі на ВОП «Льоха» під Санжарівкою. У бою 21 січня 2015 року завдяки їм були завдані втрати окупаційним військам, що спробували здійснити прорив опорного пункту.

## Структура
До складу батальйону входять інженерні підрозділи, підрозділи забезпечення, що є складовими батальйону «ТИСА» та такі, що до нього не входять, зокрема:
- інженерна рота («Тиса»)
- інженерно-технічна рота («Тиса»)
- інженерно-саперна рота
- відділення інженерної розвідки
- взвод радіоелектронної боротьби
- взвод технічного забезпечення («Тиса»)
- взвод матеріального забезпечення («Тиса»)
- взвод зв'язку («Тиса»)

## Командування
- 1992—1994 майор Сергій Олексюк
- 1994—1997 майор Сергій Пустовий
- 1997—1999 майор Ігор Звездьонкін
- 1999—2014 підполковник Володимир Моісейко
- 2014—2016 підполковник Віктор Гончаров
- 2016—2022 підполковник Олег Побережнюк
- з 2022 підполковник Микола Мороз

## Символіка
На нарукавному знаку батальйону зображено срібний кам'яний міст над блакитно-срібною хвилястою річкою, згори перехрещено дві золоті сокири.

## Втрати
- Мелимука Сергій Миколайович, майор (посмертно), 14 липня 2015, бої за Станицю Луганську
- Михайлишин Микола Ярославович, капітан (посмертно), 14 липня 2015, бої за Станицю Луганську
- Загородній Валентин В'ячеславович, молодший сержант, 14 липня 2015, бої за Станицю Луганську
- Бабко Юрій Володимирович, старший солдат, 14 липня 2015, бої за Станицю Луганську
- Ситніков Вадим Юрійович, солдат, 14 липня 2015, бої за Станицю Луганську
- 27 вересня 2024 — Бабак Олексій. 31 рік, Львівщина. Солдат, старший водій інженерно-саперної роти [4]